# Un bebé de París
Un bebé de París es una película de Argentina en blanco y negro dirigida por Manuel Romero según su propio guion sobre la obra teatral de Carlos Damel y Camilo Darthés que se estrenó el 18 de marzo de 1941 y que tuvo como protagonistas a Paulina Singerman, Enrique Serrano, Ernesto Raquén, Segundo Pomar, María Esther Podestá y Teresa Serrador. Con esta película se inauguró el Cine Ocean en Buenos Aires.

## Argumento
Atilio (Raquén) y Raquel (Singerman) llevan cinco años de matrimonio, pero enfrentan la imposibilidad de tener hijos. Para llenar ese vacío y, en un intento por mantener a su esposo a su lado, Raquel decide conseguir un bebé recién nacido con la ayuda de su tío médico Andrés (Serrano). Sin embargo, esta decisión desencadena una serie de eventos inesperados: pérdida de memoria, secuestros simulados, una intensa persecución policial y más. La trama alcanza su punto culminante cuando se enfrentan dos mujeres: la madre biológica del niño, quien exige recuperar a su hijo y expone la mentira de Raquel, y esta última, quien ya no puede sostener su engaño. En los momentos finales, un giro inesperado llega a la vida de la pareja: el anhelado embarazo se hace realidad, cambiando el rumbo de su historia.

## Reparto
- Paulina Singerman	 ...	Raquel
- Enrique Serrano	 ...	Andrés
- Ernesto Raquén	 ...	Atilio
- Segundo Pomar	 ...	Ponciano
- María Esther Podestá	 ...	Teodora
- Teresa Serrador	 ...La madre
- María Armand	 ...	Prudencia
- Fernando Campos	 ...	Federico
- Gerardo Rodríguez	 ...	Detective privado
- Francisco Audenino	 ...	Ferretero
- Arturo Palito	 ...	El mozo
- Carlos Dante	 ...	 (sin acreditar)
- Nelly Campos

## Comentarios
La crónica de El Heraldo del Cinematografista dijo: "Intriga inverosímil y complicada, de enredo, que oscila entre la farsa de salón y el sainete" en tanto Manrupe y Portela opinaron:

"Graciosa, rápida (en su acción y su elaboración). Representativa de Paulina y de un Romero con todas sus fuerzas, en una de las pocas adaptaciones que realizó el director"